# Verbascum trichostylum
Verbascum trichostylum är en flenörtsväxtart som beskrevs av Hub.-mor.. Verbascum trichostylum ingår i släktet kungsljus, och familjen flenörtsväxter. Inga underarter finns listade i Catalogue of Life.